# السينما العالمية من منظور الأنواع السينمائية
السينما العالمية من منظور الأنواع السينمائية (بالإنجليزية: World Cinema through Global Genres) كتاب لأستاذ السينما واللغة الإنجليزية في جامعة ولاية نيويورك «وليام ف. كوستانزو» نشر منه 19 طبعة باللغة الإنجليزية بين عامي 2013 و 2014  وصدر باللغة العربية عام 2019 عن مؤسسة هنداوي في 632 صفحة. يستعرض هذا الكتاب القوى المعقدة والمتداخلة التي تقف وراء صناعة السِينما في جميع أنحاء العالَمِ باستخدام مفهوم الأنواع السِينمائيةِ الشهِير لشرح موضوع السِينما العالَمية لطُلاب السِينما، ويعد إطار عمل قويا يتيح لهم اكتساب فهم أعمق للقضايا الرئيسية.

## محتوى الكتاب
شكر وتقدير - كيف تقرأ هذا الكتاب؟ - تمهيد – مقدمة.
الوحدة الأولى: أفلام البطل المحارب
البطل المحارب - نظرة خاصة على السينما الصينية - لقطة مقربة: العظماء السبعة - لقطة مقربة: الساموراي السبعة - لقطة مقربة: الشعلة - لقطة مقربة: طريق التنين
الوحدة الثانية: أفلام الزفاف
أفلام الزفاف - نظرة خاصة على السينما الهندية - لقطة مقربة: زفافي اليوناني الكبير - لقطة مقربة: الزفاف الموسمي - لقطة مقربة: مأدبة الزفاف - لقطة مقربة: عرس الجليل.
الوحدة الثالثة: أفلام الرعب
أفلام الرعب - نظرة خاصة على السينما اليابانية - لقطة مقربة: هالووين - لقطة مقربة: ساسبيريا - لقطة مقربة: العمود الفقري للشيطان - لقطة مقربة: الحلقة
الوحدة الرابعة: أفلام الطريق
أفلام الطريق - نظرة خاصة على سينما أمريكا اللاتينية - لقطة مقربة: ثيلما ولويز - لقطة مقربة: لا سترادا - لقطة مقربة: منقطع الأنفاس - لقطة مقربة: يوميات الدراجة النارية.
مسرد مصطلحات

## مقتطفات من الكتاب
تمهيد
بينما يمضي فن السينما إلى القرن الثاني من عمره، يتجاوز صُنَّاع الأفلام الحدود القومية باتجاه نوعٍ جديد من العالمية؛ فلقد أصبحت الأفلام ذات طبيعة عالمية كما لم يحدث من قبلُ، ودفع هذا الاقتصادَ العالمي الطابع على نحو متزايد وشجعته التغيُّرات في السياسة العالمية، وسهَّلته التقنيات الحديثة، وشكَّله وعيٌ متزايدٌ عابرٌ للثقافات.
يُلبِّي هذا الكتاب حاجةً ماسة بتمكين طلاب السينما من التعرُّف على القوى المعقَّدة المسئولة عن صناعة الأفلام العالمية. وبدلًا من تتبُّع التاريخ الطويل للسينما دولةً دولةً أو منطقةً منطقة، فإنه يستخدم أفلامًا حديثة رائعة مثل: «النمر الرابض والتنين الخفي Crouching Tiger, Hidden Dragon» الصين - عام 2000، «الزفاف الموسمي Monsoon Wedding» الهند - عام 2001، «الحلقة The Ring» اليابان - عام 2002، «يوميات الدراجة النارية The Motorcycle Diaries» البرازيل - 2003، كنقاط بداية، ثم يربطها بأفلام أمريكية وأوروبية قابلة للمقارنة بها. يقوم هذا الكتاب على فكرة تقسيم الأفلام إلى مجموعات حسب النوع السينمائي والفكرة الرئيسية. هناك وحدة عن «أفلام البطل المحارب» تتضمن أفلام الكونغ فو من هونج كونج، وأفلامًا عن أبطال الفنون القتالية أو ما يُسمَّى بأفلام الووشيا من بر الصين الرئيسي، وأفلامًا عن فرسان الساموراي من اليابان، وأفلام هوليوودية عن رعاة البقر (أو ما يسمى بأفلام الغرب الأمريكي). أما وحدة «أفلام الزفاف»، فتفحص أفلامًا مثل «مأدبة الزفاف The Wedding Banquet» و«الزفاف الموسمي Monsoon Wedding» و«زفافي اليوناني الكبير My Big Fat Greek Wedding»؛ التي تجسد بنحو درامي المشكلات التي تميز العلاقات التي تجمع بين ثقافات مختلفة في سياق طقوس الزفاف العِرْقية. هناك وحدتان أُخريان عن أفلام الرعب وأفلام الطريق، تستكشفان ما يجده الناس في أماكن أخرى من العالم مثيرًا للرعب، وما الذي يدفعهم للقيام بالرحلات البرِّية. بهذه الطريقة، يتعلم القرَّاء البحث عن الأسباب وراء عوامل التشابُه والاختلاف بين الأفلام، ويفهمون كيف أن أفلام اليوم هي جزء من ظاهرة عالمية ديناميكية تستخدم التقاليد المحلية وعوامل التأثير الأجنبية لإشباع احتياجات ورغبات جمهور ذي وعيٍ عالميٍّ يتزايد تنوُّعه الثقافي.
.......
مقدمة
دراسة السينما هي الانخراط في بعض أعظم القصص في العالم؛ فالأفلام تُقحِمنا في حيواتٍ مختلفة وتنقلنا إلى أزمنة وأماكنَ أخرى وتجعلنا نستكشف أقاصي أنحاء الطبيعة البشرية. ما الذي تخبرنا به الأفلام عن الآخرين وعن أنفسنا: كأمم وكأعضاء في مجتمعات وكأفراد؟ وكيف تعكس هذه الأفلام هويتنا الثقافية وموقعنا وحالتنا في الحياة ومكاننا في عالم متغير؟
مهما كانت رؤيتك للأفلام، فإنه لا غنى عن وجود خريطةٍ جيدة ترشدك عبر دراستك. يقدم الكتاب الذي بين يديك أطلسًا مبدئيًّا للسينما العالمية تضع عليه الأفلام التي تعرفها بالفعل وتلك التي ستقابلها لأول مرة. إن الغرض من هذه المقدمة هو تقديم بعض الإحداثيات والأدوات لمساعدتك في تحديد مكانك وما يجب عليك القيام به تاليًا. خطَّ خبراء وباحثو السينما مساراتٍ عديدةً في مجال دراسة السينما العالمية، بدراسة الأفلام كمشروعٍ تجاري وكعملٍ فني وكمؤسسةٍ اجتماعية، وتتبُّع السياسات الكامنة وراء الإنتاج وتاريخ رد فعل الجمهور؛ وإخضاع الأفلام الفردية لتحليلٍ دقيق والنظر إلى الأفلام بنحو أوسع كصُنَّاع للخرافة في عصرنا.
يتطلب فهم الأفلام انتباهًا شديدًا لعوامل ثلاثة رئيسية: إنتاجها (أو جهة صناعتها)، ومحتواها وشكلها الفني وأسلوبها السينمائي (بناء الفيلم)، واستقبالها (ردُّ فعل الجمهور)، وهي العوامل المتصلة بعضها ببعض بشكلٍ مُعقَّد، وبأمورٍ أخرى ثقافية وتاريخية. ولفهم تاريخ السينما ذاته وكيف تطورت الأفلام بمرور الوقت منذ ظهورها الأول في ثمانينيات القرن التاسع عشر، سيساعد تذكر أن السينما صناعة بنفس قدر كونها فنًّا واختراعًا تقنيًّا ومؤسسةً اجتماعية. هذه الجوانب الأربعة - الاقتصادية والجمالية والتقنية والمجتمعية - متضافرة في نسيج تاريخ السينما. ورغم أنه لا يجب عليك أن تكون اقتصاديًّا أو ناقدًا فنيًّا أو تقنيًّا أو عالم اجتماع للإلمام بالموضوع بالكامل، فسيكون من المفيد معرفة القليل عن كل جانب.
......
بطل الغرب الأمريكي والساموراي
في أوائل ستينيات القرن العشرين، عندما سيطر رعاة البقر حاملو المسدسات على شاشات السينما عبر أمريكا، سنحت للجمهور فرصة مشاهدة ثلاثة أفلام «غرب أمريكية» بينها صلةٌ مثيرة للاهتمام. لم يكن ما ربط بين الأفلام هو مخرجي أو أبطال أو قصص الأفلام؛ ففيلم «العظماء السبعة 1960 The Magnificent Seven» الذي أخرجه جون سترجيس، يدور حول مجموعةٍ متنافرة من المسلحين الذين يدافعون عن قريةٍ مكسيكية ضد مجموعة من قُطَّاع الطرق الشرسين. ويتركز فيلم «الغضب 1964 The Outrage» للمخرج مارتن ريت، حول حادثة تتضمن سرقة واغتصاب وجثة. وفي فيلم «حفنة من الدولارات 1964 A Fistful of Dollars»، يصل رجل لا اسم له إلى مدينة على حدود المكسيك، ويرى فرصة لكسب بعض المال بتأليب عائلتَين متنازعتَين بعضهما ضد البعض. صُوِّر الفيلم في إسبانيا وأخرجه الإيطالي سيرجيو ليوني ومن بطولة كلينت إيستوود وطاقم تمثيلي من الممثلين الأوروبيين بأسماء أمريكية مُستعارة. ما تتشارك فيه هذه الأفلام هو المصدر؛ فقد كان فيلم سترجيس مقتبَسًا من فيلم «الساموراي السبعة 1954 Seven Samurai»، بينما كان فيلم ريت مقتبسًا من فيلم «راشومون 1950 Rashomon»، وكان فيلم ليوني مقتبسًا من فيلم «يوجيمبو 1961 Yojimbo»، وكانت الأفلام الثلاثة يابانية ومن إخراج أكيرا كوروساوا.
.......
أفلام الرعب
المكان: معمل أبحاثٍ في إنجلترا. اخترق للتوِّ عددٌ من نشطاء حقوق الحيوان يرتدون أغطية رأس سوداء، المرافق التابعة للمعمل، حيث عثَرُوا على صفٍّ تلو الآخر من الرئيسيات المحبوسة في أقفاص زجاجية. في إحدى الغُرَف، هناك شمبانزي مقيَّد بطاولة حيث أُجبِر على مشاهدة مجموعة من الشاشات التلفزيونية التي تعرض مقاطع فيديو لمشاهد عنيفة. تُروِّعهم طريقة معاملة الحيوانات ويستعدُّون لإطلاق سراحها، لكن يظهر أحد العلماء فجأة ويُحاول الاتصال بالأمن. عندما يقطع النشطاء الاتصال، يعترض الرجل قائلًا: «أنتم لا تفهمون. هذه القِرَدة مُصابة بالعدوى!» عندما يُجبرونه على الإيضاح، يتلعثم قائلًا إن تلك القردة مُصابة بالغضب. يقفز أول حيوان يُطلِقون سراحه ناحية ناشطة مُمزِّقًا رقبتَها بأسنانه. يتدفَّق الدم بغزارة من حَلقها، وتمتلئ الغرفة بصرخات الغضب والخوف. خلال لحظات، تتحوَّل المرأة إلى حيوان غاضب باصقةً الدم في وجهِ رفيقِها مما يُصيبه بعدوى الغضب. وفي لحظة الفَوضى هذه، يكون من الصعب التَّفرقة بين البشر والوحوش. يُغرق المشهد الافتتاحي لفيلم «بعد 28 يومًا» (28 Days Later) 2002 للمخرج داني بويل، الجمهور في لحظة من الرعب السينمائي. كان من المقصود أن يكون الأثر حسيًّا؛ مثيرًا إحساسًا جسديًّا بالذعر، وربما الرهبة، ومؤدِّيًا إلى انقباضٍ لا إرادي للأحشاء. هذه الاستجابة العاطفية البحتة هي إحدى السمات البارزة للرعب السينمائي.

## وصلات خارجية
https://alhtoon.com/181244/ السينما العالمية من منظور الأنواع السينمائية
https://www.hindawi.org/books/64051904/ السينما العالمية من منظور الأنواع السينمائية
https://www.goodreads.com/ar/book/show/53359020 السينما العالمية من منظور الأنواع السينمائية
https://archive.org/details/20201212_20201212_0320/mode/2up السينما العالمية من منظور الأنواع السينمائية
https://www.tandfonline.com/doi/abs/10.1080/20403526.2018.1499178?journalCode=rtrc20 السينما العالمية من منظور الأنواع السينمائية